# Доктор Ху (17. сезона)
Седамнаеста сезона британске научнофантастичне телевизијске серије Доктор Ху је почела 1. септембра 1979. епизодом Судбина Далека (1. део), а завршила се епизодом Нимонови рогови (4. део). Ово је била последња сезона Грејема Вилијамса у продукцији серије. Уредник сценарија био је Даглас Адамс.

## Улоге

### Главне
- Том Бејкер као Четврти Доктор
- Лала Вард као Романа
- Дејвид Брајерли као К9 (епизоде 9−18)

### Гостујуће
- Рој Скелтон као К9 (епизода 1)

Том Бејкер је наставио мандат као Четврти Доктор. Лала Вард, која је играла принцезу Астру током последњег серијала 16. сезоне Чинилац Армагедона, вратила се у серију као новорегенерисана Романа, заменивши Мери Там у тој улози. Пошто је Џон Лисон одбио да се врати као К9, Дејвид Брајерли га је заменио у делу за последња четири серијала сезоне, међу којима је била и Шада. К9 се такође појавио у 1. епизоди сезоне у којој му је глас дао Рој Скелтон.

## Епизоде
Сезона 17 је требало да прати исти формат као и свака сезона од 13. сезоне са пет серијала од 4 дела и једним од 6 који је последњи у сезони. Међутим, на планирани последњи серијал сезоне Шада утицао је индустријски спор у који су били укључени ББЦ-ови техничари. Док су снимање ван студија и прво студијско снимање завршени, обустава рада особља значила је да је планирана друга студијска сесија морала бити отказана. Иако је спор решен и постављени су планови за наставак рада на причи, она је на крају одложена јер је ББЦ био забринут да би његове божићне продукције могле бити померене. Историчар ББЦ-а је указивао да би потпуним отказивањем уместо да заврши оно мало што је потребно, управа могла да покаже да су обуставе рада имале последице. Поружно, на гледаност 17. сезоне такође је утицала обустава рада, при чему је главни противник ББЦ-а ИТВ искључен из емитовања због спора.
| Бр. еп. (укупно) | Бр. еп. (у сезони) | Наслов                      | Редитељ        | Сценариста                                   | Премијера           | Гледаност у Британији (милиони) |
| --- | ------------------ | --------------------------- | -------------- | -------------------------------------------- | ------------------- | ------------------------------- |
| 506 | 1                  | "Судбина далека (1. део)"   | Кен Грив       | Тери Нејшн                                   | 1. септембар 1979.  | 13.00                           |
| Доктор и Романа се налазе на Скару и приморани су да буду војни саветници непријатељима Далека Мовеланима док Далеци оживљавају Давроса. |                    |                             |                |                                              |                     |                                 |
| 507 | 2                  | "Судбина далека (2. део)"   | Кен Грив       | Тери Нејшн                                   | 8. септембар 1979.  | 12.70                           |
| Док Далеци додељују Роману за њихов детаљ ископавања, Доктор и побегли затвореник помажу Мовеланима у покушају да победе Далеке. |                    |                             |                |                                              |                     |                                 |
| 508 | 3                  | "Судбина далека (3. део)"   | Кен Грив       | Тери Нејшн                                   | 15. септембар 1979. | 13.80                           |
| Доктор први стиже до Давроса, али може ли да се држи за њега? У међувремену, Мовелани испитују бомбу да би спалили планету. |                    |                             |                |                                              |                     |                                 |
| 509 | 4                  | "Судбина далека (4. део)"   | Кен Грив       | Тери Нејшн                                   | 22. септембар 1979. | 14.40                           |
| Да би прекинули вековима стару пат позицију у свом рату, Мовеланцима је потребан Доктор као и Далецима Даврос. Решење је једноставно, али ниједна страна га не види нити би Доктор пореметио овај савршени и непланирани мир који су постигли. Даврос је, међутим, друга прича. |                    |                             |                |                                              |                     |                                 |
| 510 | 5                  | "Град смрти (1. део)"       | Мајкл Хејлс    | Даглас Адамс, Грејем Вилијамс и Дејвид Фишер | 29. септембар 1979. | 12.40                           |
| Док су разгледали Париз, Доктор и Романа су се затекли како изнова проживљавају исте тренутке у времену. Посета музеју Лувр наводи Доктора да посумња у заверу ванземаљаца за крађу Мона Лизе. |                    |                             |                |                                              |                     |                                 |
| 511 | 6                  | "Град смрти (2. део)"       | Мајкл Хејлс    | Даглас Адамс, Грејем Вилијамс и Дејвид Фишер | 6. октобар 1979.    | 14.10                           |
| Гроф Скарлиони држи Доктора, Роману и Дагана закључане у свом подруму, али тројац успева да побегне и сазна за Грофове огледе са путовањем кроз време. Још више изненађују његове вишеструки изворни примерци Мона Лизе. |                    |                             |                |                                              |                     |                                 |
| 512 | 7                  | "Град смрти (3. део)"       | Мајкл Хејлс    | Даглас Адамс, Грејем Вилијамс и Дејвид Фишер | 13. октобар 1979.   | 15.40                           |
| Путујући у прошлост у Фиренцу 1505. године у потрази за Леонардом да Винчијем, Доктор је изненађен када је уместо тога пронашао грофа Скарлионија под другим именом. Давне 1979. Романа и Даган покушавају да зауставе грофову пљачку, али стижу прекасно. |                    |                             |                |                                              |                     |                                 |
| 513 | 8                  | "Град смрти (4. део)"       | Мајкл Хејлс    | Даглас Адамс, Грејем Вилијамс и Дејвид Фишер | 20. октобар 1979.   | 16.10                           |
| Гроф Скарлиони открива свој прави облик као Скарот, последњи од Џагарота и користи свој времеплов да се врати у прошлост и препише историју. Доктор, Романа и Даган одлазе на ТАРДИС у трци са временом да га зауставе. |                    |                             |                |                                              |                     |                                 |
| 514 | 9                  | "Створење из јаме (1. део)" | Кристофер Бери | Дејвид Фишер                                 | 27. октобар 1979.   | 9.30                            |
| ТАРДИС слеће на планету Хлорис у обраслој џунгли где Доктор испитује необичну џиновску љуску јајета, али убрзо њега и Роману заробљавају чувари леди Адрасте, окрутне владарке планете. |                    |                             |                |                                              |                     |                                 |
| 515 | 10                 | "Створење из јаме (2. део)" | Кристофер Бери | Дејвид Фишер                                 | 3. новембар 1979.   | 10.80                           |
| Спуштајући се у јаму, Доктор среће прогнаног астролога Органона који му говори о монополу леди Адрасте над снабдевањем планете металом. Поново на површини, Романа покушава да спречи Адрасту да уништи К9. |                    |                             |                |                                              |                     |                                 |
| 516 | 11                 | "Створење из јаме (3. део)" | Кристофер Бери | Дејвид Фишер                                 | 10. новембар 1979.  | 10.20                           |
| Заробљен лицем у лице без лица са ванземаљским створењем, Доктор се труди да комуницира са њим. У међувремену, док Адрастина скупина покушава да пробије металну био-блокаду коју је створило створење, разбојници упадају у њену палату тражећи сваки комад метала који могу пронаћи, међу којима и ванземаљски штит који садржи моћи за које нико не сумња. |                    |                             |                |                                              |                     |                                 |
| 517 | 12                 | "Створење из јаме (4. део)" | Кристофер Бери | Дејвид Фишер                                 | 17. новембар 1979.  | 9.60                            |
| Потпуно откривање Адрастиних злих дела у одржавању свог планетарног монопола на метал доводи њену владавину до краја, али жртвовано ванземаљско створење крије тајну: огромна међузвездана одмазда за њене злочине иде својим путем са пропашћу за све, међу којима и оне чији је тренутни кратак. Промишљени поступци поткопавају Докторове напоре да спаси планету како би постали нове вође старог металног монопола.                                                                                  |                    |                             |                |                                              |                     |                                 |
| 518 | 13                 | "Рајски кошмар (1. део)"    | Алан Бромли    | Боб Бејкер                                   | 24. новембар 1979.  | 8.70                            |
| Звездана царица излази из варпа и судара се са научним бродом Хесејт. Доктор и Романа долазе нудећи помоћ у раздвајању два брода, али није све како изгледа. |                    |                             |                |                                              |                     |                                 |
| 519 | 14                 | "Рајски кошмар (2. део)"    | Алан Бромли    | Боб Бејкер                                   | 1. децембар 1979.   | 9.60                            |
| Нестабилна међуфаза два брода отвара неочекиване пролазе опасним чудовиштима у кавезу у електронском зоолошком врту на броду за крстарење да побегну. У међувремену, док се Романа покушава навући на враксоин, Доктор открива тајанственог човека на броду за којим јури. |                    |                             |                |                                              |                     |                                 |
| 520 | 15                 | "Рајски кошмар (3. део)"    | Алан Бромли    | Боб Бејкер                                   | 8. децембар 1979.   | 9.60                            |
| Скривајући се од надлежних за хапшење на негостољубивој изложби Рајског електронског зоолошког врта, Доктор и Романа откривају човека чија је смрт пријављена. У међувремену, чудовишта звана мандрели почињу да нападају и убијају путнике, на велику забаву капетана брода. |                    |                             |                |                                              |                     |                                 |
| 521 | 16                 | "Рајски кошмар (4. део)"    | Алан Бромли    | Боб Бејкер                                   | 15. децембар 1979.  | 9.40                            |
| Када је успео да раздвоји два спојена брода, Доктор открива идентитете тркача дроге. Он, Романа и К9 покушавају да их паметно ухвате, истовремено избегавајући и акцизне људе који желе да их упуцају и пљачкаше који само желе да убију било кога на видику. |                    |                             |                |                                              |                     |                                 |
| 522 | 17                 | "Нимонови рогови (1. део)"  | Кени Мекбејн   | Ентони Рид                                   | 22. децембар 1979.  | 6.00                            |
| Након судара са свемирским бродом, Доктор, Романа и К9 сазнају да се млади домороци са мирне планете зване Анет пребацују у велики лавиринт под називом „Комплекс моћи“ где зли Нимон налик бику захтева да све његове жртве уђу Комплекс моћи како би биле жртвоване да би Нимон могао да се врати у Сконанско царство назад у славу. Када је Романа заробљена и такође изабрана за жртву, Доктор и К9 путују у срце лавиринта док крећу да спасу Роману и осујете Нимонов зли план да пороби универзум. |                    |                             |                |                                              |                     |                                 |
| 523 | 18                 | "Нимонови рогови (2. део)"  | Кени Мекбејн   | Ентони Рид                                   | 29. децембар 1979.  | 8.80                            |
| Доктор и К9 се боре да поправе ТАРДИС и спасу Роману из Сконоса где је оптужена за свемирску пиратерију. |                    |                             |                |                                              |                     |                                 |
| 524 | 19                 | "Нимонови рогови (3. део)"  | Кени Мекбејн   | Ентони Рид                                   | 5. јануар 1980.     | 9.80                            |
| Откривање Нимонове собе за напајање ставља Доктора у огромну претњу са којом се универзум суочава, а све је то омогућено Солдидовим лудим планом да свом народу који хушка на рат врати војну славу. |                    |                             |                |                                              |                     |                                 |
| 525 | 20                 | "Нимонови рогови (4. део)"  | Кени Мекбејн   | Ентони Рид                                   | 12. јануар 1980.    | 10.40                           |
| Док Доктор настоји да исправи ствар доводећи Роману у велику опасност, она доживљава предукус Сконосове судбине на опустошеној планети Кринот, а потресени, али непоколебљиви Солдид добија бљесак о томе како су га Нимони искористили. |                    |                             |                |                                              |                     |                                 |
| − | −                  | "Шада"                      | Пенант Робертс | Даглас Адамс                                 | 19. јул 2018.       | −                               |
| Прича се врти око изгубљене планете Шаде на којој су Господари времена изградили затвор за поражене могуће освајаче универзума. Будућем освајачу универзума Скагри треба помоћ једног од затвореника, али открива да нико више не зна где је Шада осим једног остарелог Господара времена који се повукао на Земљу. |                    |                             |                |                                              |                     |                                 |

## Емитовање
У епизоди Нимонови рогови (4. део) се последњи пут појавио лого у облику ромба који је коришћен од епоизоде Временски ратник (1. део) 1973. године.
Цела сезона је емитована од 1. септембра 1979. до 12. јануара 1980. године.

## Напомена
1. ↑  Шада је првобитно остала недовршена због обуставе рада. Серијал је на крају завршен коришћењем анимације и дигитално објављен у новембру 2017. Шада је касније емитована на ББЦ Америка 19. јула 2018. као једна дугометражна епизода.[2]